# NGC 7249
NGC 7249 é uma galáxia lenticular (S0) localizada na direcção da constelação de Grus. Possui uma declinação de -55° 07' 29" e uma ascensão recta de 22 horas, 20 minutos e 30,9 segundos.
A galáxia NGC 7249 foi descoberta em 4 de Outubro de 1834 por John Herschel.